# Jüdischer Ordnungsdienst

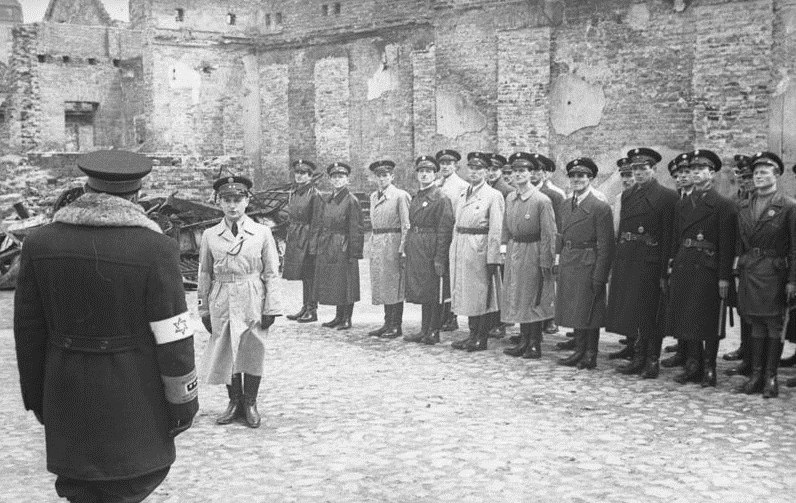
Jüdischer Ordnungsdienst in het getto van Warschau, Polen

De Jüdischer Ordnungsdienst, ook wel Jüdische Ghetto-Polizei of Judenpolizei genoemd, waren Joodse politie-eenheden, die collaboreerden met de Duitse bezetter. De Judenpolizei werd voornamelijk ingezet in de door Duitsers opgerichte getto's, maar ook enkele concentratiekampen hadden een eenheid ter beschikking.
De Jüdischer Ordnungsdienst bestond voornamelijk uit Joden die nauwelijks betrokken waren bij de gemeenschappen die ze bewaakten en werden door de Duitsers vertrouwd in het opvolgen van bevelen. De Judenpolizei werd door de Duitsers voornamelijk gebruikt om de deportaties naar de concentratie- en vernietigingskampen in goede banen te leiden.
Leden van de Judenpolizei hadden geen officiële uniformen; ze droegen meestal een herkenbare armband. Daarnaast waren ze niet bevoegd om vuurwapens te dragen. Het optreden van de Judenpolizei in getto's was harder dan dat van de Duitsers.
De grootste eenheden van de Judenpolizei bevonden zich in Warschau (2.500 man), Łódź (1.200 man) en Lvov (500 man).